# Vitorino das Donas
Vitorino das Donas es una freguesia portuguesa del concelho de Ponte de Lima, con 4,26 km² de superficie y 1.059 habitantes (2001). Su densidad de población es de 248,6 hab/km².